# Neodiprion excitans
Neodiprion excitans är en stekelart som beskrevs av Sievert Allen Rohwer. Neodiprion excitans ingår i släktet Neodiprion och familjen barrsteklar. Inga underarter finns listade i Catalogue of Life.